# Pánobo
Pánobo (Wariapano, Huariapano), pleme američkih Indijanaca duž rijeke Ucayali u Peruanskom departmanu Loreto. Populacija je iznosila između 100 i 200 (1925). Prema Masonu (1950.) jezično pripadaju široj skupini Setebo, porodica panoan, među kojima danas žive i u koje se integriraju. Posljednji govornik jezika panobo umro je 1991. Cashiboyano, Manoa, Pano i Pelado bili su njihovi ogranci. Prema Velascu Manoas, Panos i Pelados ogranci su plemena Jutipo(s).